# Michel Zink
Pour les articles homonymes, voir Zink.
Michel Zink, né le 5 mai 1945 à Issy-les-Moulineaux, est un écrivain, médiéviste, philologue, professeur de littérature et académicien français.
Spécialiste de la littérature française du Moyen Âge, il a été le secrétaire perpétuel de l'Académie des inscriptions et belles-lettres et est membre de l'Académie française. Il est également l'auteur d'un roman historique se déroulant à l'époque médiévale et de deux romans policiers historiques : l'un situé à Toulouse en 1956, l'autre contant une nouvelle aventure d'Arsène Lupin, le célèbre héros de Maurice Leblanc.

## Biographie
Fils du poète régionaliste alsacien Georges Zink et de son épouse Marthe Cohn, Michel Zink, frère de l'historienne Anne Zink, est élève de 1950 à 1964 au Lycée du Parc à Lyon, puis de 1964 à 1968 à l’École normale supérieure. Il obtient en 1967 l'agrégation de lettres classiques (où il est reçu 1er), puis en 1970 un doctorat sous la direction de Pierre Le Gentil.
Après avoir été assistant à la Sorbonne (1968-1970 et 1972-1976), puis à l'université de Tunis (1970-1972), il est nommé professeur à l’université Toulouse II-Le Mirail (1976-1987) puis à l'université Paris IV (1987-1994). Depuis 1995, il est titulaire de la chaire de littératures de la France médiévale du Collège de France, recréée pour lui après une disparition de vingt ans. Au terme de vingt-deux années d'enseignement, il prononce sa leçon de clôture le 10 février 2016. De 1998 à 2016, il est membre du conseil d'administration de la fondation Hugot du Collège de France. Le 3 juin 2000, il est élu membre de l'Institut de France (Académie des inscriptions et belles-lettres), au fauteuil du médiéviste Félix Lecoy.
Il préside le conseil d'administration de l'École normale supérieure avant de démissionner de ses fonctions en 2005 pour protester contre la nomination de Monique Canto-Sperber à la tête de cet établissement.
Vice-président de l'assemblée des professeurs du Collège de France, vice-président de l'association Sauvegarde des enseignements littéraires et membre du conseil de surveillance des Presses universitaires de France. Il dirige au Livre de poche la collection « Lettres gothiques ». Dès 2008, il est codirecteur, avec Geneviève Hasenohr (en), de la revue Romania, « revue trimestrielle consacrée à l'étude des langues et des littératures romanes fondée en 1872 par Paul Meyer et Gaston Paris. ». Il est aussi membre du comité de rédaction de la revue Commentaire, dont la ligne éditoriale est proche de la pensée de Raymond Aron, autrement dit un « libéralisme tempéré ».
Membre correspondant étranger de Medieval Academy of America, de l'American Academy of Arts and Sciences, de l'Académie des sciences de Lisbonne et de l’Académie autrichienne des sciences. Il est également membre d’honneur de l'Académie des sciences, lettres et arts d’Alsace, de l'Académie des sciences morales, des lettres et des arts de Versailles et d'Île-de-France et l'Académie de Lyon. Il occupe le poste de secrétaire perpétuel de l’Académie des Inscriptions et Belles-Lettres du 28 octobre 2011 au 7 janvier 2022.
En 2007, il reçoit le prix Balzan pour son travail sur l'histoire de la littérature européenne.
Pendant l'été 2014, il propose une chronique quotidienne sur l'antenne de France Inter intitulée Bienvenue au Moyen Âge, totalisant 40 épisodes (8 semaines) de 3 min environ.
Il est élu le 14 décembre 2017 au fauteuil 37 de l'Académie française. Il appartient également à la commission du Dictionnaire.
Le 3 mars 2022, à l'occasion de la réception de François Sureau à l'Académie française, Michel Zink prononce un discours de réponse dans lequel il salue l'académicien nouvellement élu comme étant « romantique au plus profond ».
Il est membre de l'Association internationale d'études occitanes.

## Publications

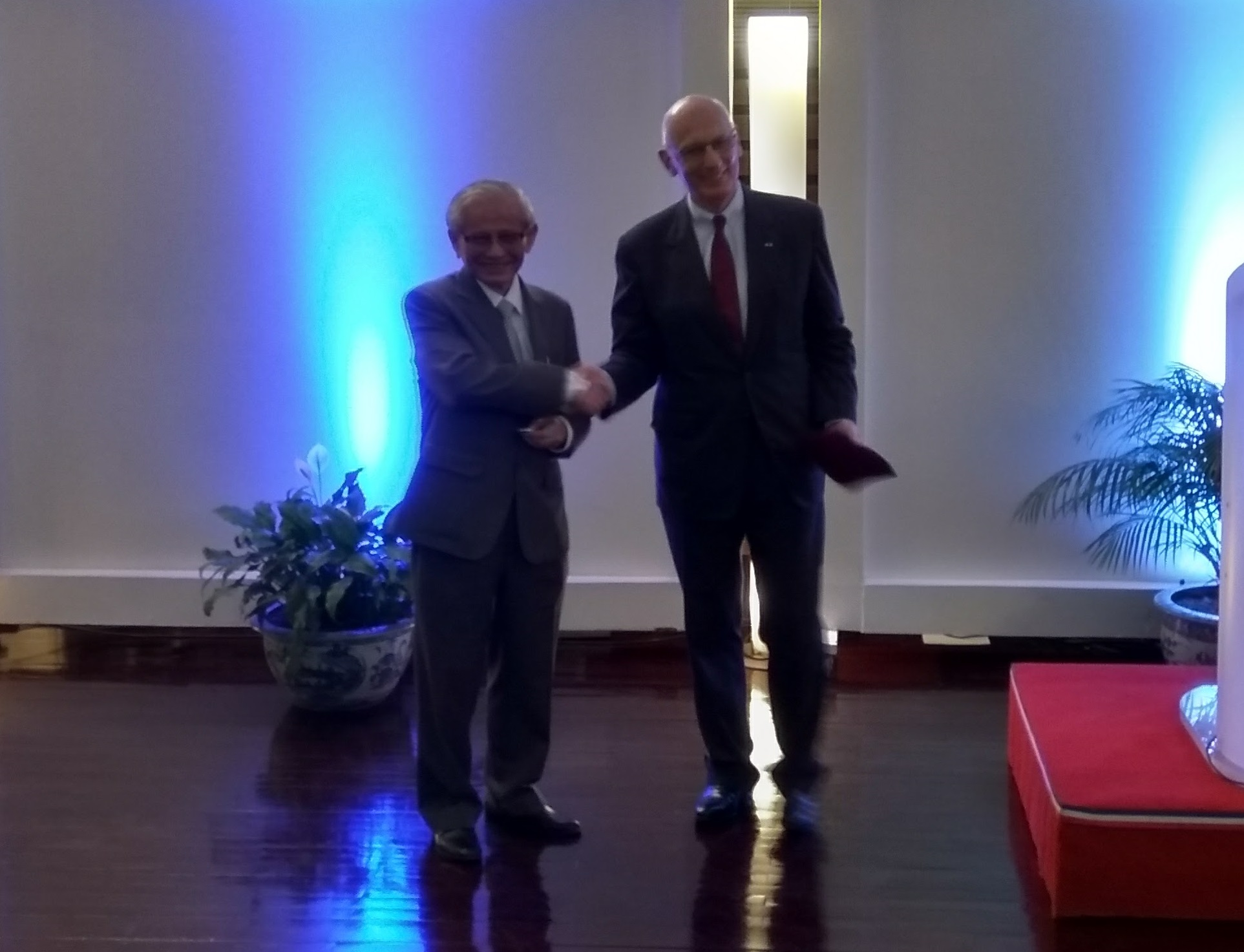
Michel Zink avec l'historien vietnamien Phan Huy Le (Hanoï, 20 mars 2017).

### Essais littéraires et éditions critiques
- La Pastourelle : poésie et folklore au Moyen Âge, Paris, Bordas, coll. « Études », 1972, 160 p.
- La Prédication en langue romane avant 1300, Paris, Champion, coll. « Nouvelle Bibliothèque du Moyen Âge », 1976, 580 p.; 2e éd. revue, 1982.
- Belle : essai sur les chansons de toile, suivi d'une édition et d'une traduction, Paris, Champion, coll. « Essais sur le Moyen Âge », 1978, 184 p.
- Roman rose et rose rouge : le Roman de la Rose ou de Guillaume de Dole de Jean Renart, Paris, Nizet, 1979, 127 p.
- Le Roman d’Apollonius de Tyr, édition, traduction et présentation, Paris, U.G.E. coll. « 10/18. Série Bibliothèque médiévale » no 1483, 1982, 315 p. ; puis nouvelle édition revue, Paris, LGF, coll. « Le Livre de poche. Lettres gothiques » no 4570, 2006, 285 p.
- La Subjectivité littéraire autour du siècle de saint Louis, Paris, PUF, coll. « Écriture », 1985, 267 p.
- Rutebeuf, Œuvres complètes, texte établi, traduit, annoté et présenté avec variantes, Paris, Garnier, coll. « Classiques Garnier », 1989-1990, 2 vol., 514 p. et 535 p. ; réédition dans une nouvelle édition revue et mise à jour, Paris, LGF, coll. « Le Livre de poche. Lettres gothiques » no 4560, 2001, 1054 p.
- Le Moyen Âge : littérature française, Nancy, coll. « Phares », Presses Universitaires de Nancy, 1990, 167 p. réédition augmentée sous le titre Introduction à la littérature du Moyen Âge, Paris, LGF, coll. « Le Livre de poche. Références », 1993, 186 p.  (ISBN 978-2-253-06422-0)
- Les Voix de la conscience : parole du poète et parole de Dieu dans la littérature médiévale, Caen, Paradigme, 1992, 418 p. [recueil d'articles].
- Littérature française au Moyen Âge, Paris, PUF, coll. « Premier cycle », 1992, X-400 p.; 2e édition revue et mise à jour, 2001.
- Le Moyen Âge et ses chansons ou Un passé en trompe-l'œil, Paris, Éditions de Fallois, 1996, 231 p. ; rééd. Les Belles Lettres/Collège de France, coll. Docet Omnia, Paris, 192 p., 2024  (ISBN 978-2251456300)
- Froissart et le temps, Paris, PUF, coll. « Moyen Âge », 1998, 225 p.
- Le Jongleur de Notre-Dame : contes chrétiens du Moyen Âge, Paris, Le Seuil, 1999, 204 p.
- Déodat ou La transparence : un roman du Graal, Paris, Le Seuil, 2002, 153 p.
- Poésie et conversion au Moyen Âge, Paris, PUF, 2003, 346 p.
- Le Moyen Âge de Gaston Paris, Paris, Éditions Odile Jacob, 2004, 342 p.
- Le Moyen Âge à la lettre : abécédaire médiéval, Paris, Tallandier, 2004, 137 p.
- Livres anciens, lecture vivante, Paris, Éditions Odile Jacob, 2010, 352 p.
- D’autres langues que la mienne, Paris, Éditions Odile Jacob, 2014, 288 p.
- Bienvenue au Moyen Âge, Paris, Equateurs / France Inter, 2015, 184 p.
- L'Humiliation, le Moyen Âge et nous, Paris, Albin Michel, 2017, 261 p.
- On lit mieux dans une langue qu'on sait mal, Paris, Les Belles Lettres, 2021, 280 p.
- Parler aux « simples gens », un art médiéval, Paris, Éditions du Cerf,  2023, 240 p.
- Cet amour de loin : Poésie et vérité au Moyen Âge, Paris, Bouquins, 2024.

### Romans
- Le Tiers d'amour : un roman des troubadours, Paris, Éditions de Fallois, 1998, 205 p.
- Bérets noirs, bérets rouges, Paris, Éditions de Fallois, 2018, 220 p.

### Romans policiers historiques
- Arsène Lupin et le mystère d’Arsonval, Paris, Éditions de Fallois, 2004, 153 p. ; réédition, Paris, LGF, coll. « Le Livre de poche » no 35026, 2006  (ISBN 2-253-11528-2)
- Un portefeuille toulousain, Paris, Éditions de Fallois, 2007, 153 p. ; réédition, Paris, LGF, coll. « Le Livre de poche » no 31604, 2009  (ISBN 978-2-253-12447-4)

### Souvenirs
- Seuls les enfants savent lire, Paris, Taillandier, 2009, 121 p.  (ISBN 978-2-84734-353-3) ; rééd. Les Belles Lettres, Paris, 2019, 150 p.  (ISBN 978-2-251-44886-2).
- Quand j'étais licorne, Paris, JC Lattès, 2025, 180 p. (EAN 9782709674911)

### Ouvrages en collaboration
- Girart de Roussillon ou L'épopée de Bourgogne, commenté par M. Thomas et M. Zink, adaptation en français moderne de R.-H. Guerrand, Paris, Philippe Lebaud, 1990.
- Histoire européenne du roman médiéval : esquisse et perspectives, par M. Stanesco et M. Zink, Paris, PUF, coll. « Écriture », 1992, 218 p.
- Dictionnaire des lettres françaises. Le Moyen Âge, par Robert Bossuat, Louis Pichard et Guy Raynaud de Lage, Paris, 1964 [depuis 1939] ; nouv. éd. entièrement revue et mise à jour sous la dir. de Geneviève Hasenohr et M. Zink, Paris, LGF, coll. « Le Livre de poche. La Pochothèque », 1992 ; repr. 1994  (ISBN 2-213-59340-X).
- L'Art d'aimer au Moyen Âge, par M. Cazenave, D. Poirion, A. Strubel, M. Zink, Éditions du Félin, Ph. Lebaud, 1997, Un nouvel art d'aimer, p. 7-70.
- Pages manuscrites de la littérature médiévale, par G. Hasenohr et M. Zink, Paris, LGF, coll. « Le Livre de poche. Lettres gothiques », 1999, 95 p.
- L'Œuvre et son ombre : que peut la littérature secondaire ?, recueil d'études publié sous la direction de Michel Zink, Contributions de Yves Bonnefoy, Pierre Bourdieu, Pascale Casanova, Antoine Compagnon, Michael Edwards, Marc Fumaroli, Michel Jarrety, Hubert Monteilhet, Carlo Ossola, Harald Weinrich et M. Zink, Paris, Éditions de Fallois, 2002, 154 p.
- Le Moyen Âge de Gaston Paris : la poésie à l'épreuve de la philologie, sous la direction de M. Zink, Paris, Éditions Odile Jacob, coll. « Collège de France », 2004, 343 p.
- Naissance, Renaissances, Moyen Âge – XVIe siècle, Frank Lestringant et M. Zink (dir.), Paris, PUF, 2006, 1063 p.
- M. Zink (dir.), Froissart dans sa forge, colloque tenu à Paris du 4 au 6 novembre 2004, Paris, Académie des Inscriptions et Belles-Lettres – Collège de France, Éd. de Boccard, 2006, p. 5-6, 85-89 et 231-234.
- Moyen Âge et Renaissance au Collège de France, Pierre Toubert et M. Zink (dir.), Paris, Fayard, 2009, 665 p.

## Distinctions

### Décorations
- Grand officier de la Légion d'honneur en 2021[13],[14] (commandeur en 2016[15], officier en 2011, chevalier en 2002).
- Commandeur de l'ordre des Palmes académiques (chevalier en 1986, officier en 2001)
- Commandeur de l'ordre des Arts et des Lettres (2020)[16].
- Commandeur de l'ordre du Mérite de la République italienne (2015)
- Étoile d'or et d'argent de l'ordre du Soleil levant (2019)[17]

### Récompenses académiques
- Docteur honoris causa de l'université de Sheffield (2004)
- Docteur honoris causa de l'université de Bucarest (2014)
- Docteur honoris causa de l'université Saint-Clément-d'Ohrid de Sofia (2023)[18]
- Médaille du Collège de France (2016)[19]

### Prix
- Prix Provins Moyen Age (2014)
- Prix Balzan (2007)
- Liseron d'or de l'Académie des jeux floraux (2001)
- Grande médaille d'or de la Société Arts-Sciences-Lettres (1996)
- Prix de l'Association internationale des études françaises (1987)